# Morro Bay

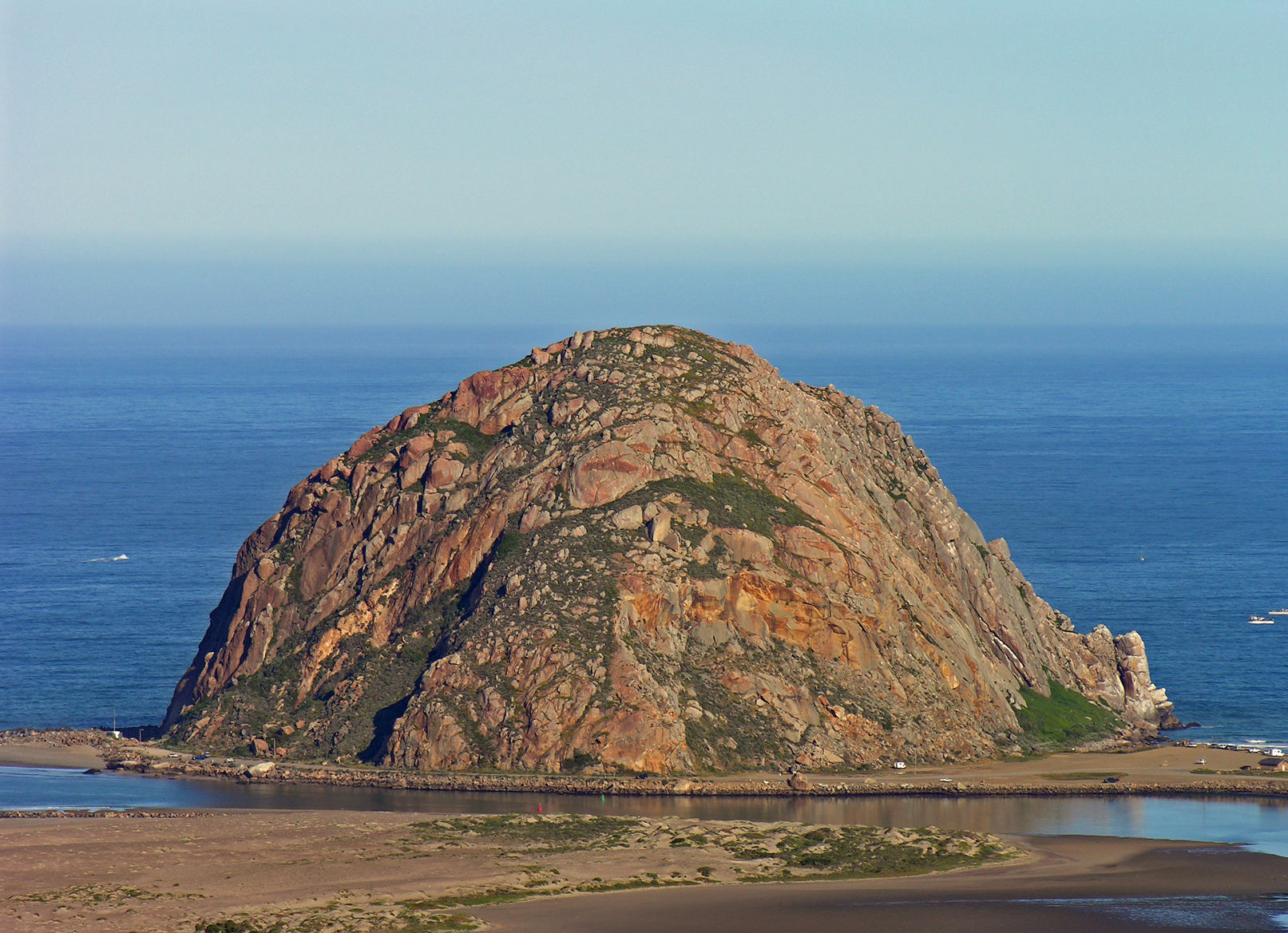
Morro Rock

Morro Bay is een plaats (city) in de Amerikaanse staat Californië, en valt bestuurlijk gezien onder San Luis Obispo County. Een opmerkelijk landschapskenmerk is Morro Rock. Een rots net buiten de stad.

## Demografie
Bij de volkstelling in 2000 werd het aantal inwoners vastgesteld op 10.350.
In 2006 is het aantal inwoners door het United States Census Bureau geschat op 10.135, een daling van 215 (-2.1%).

## Geografie
Volgens het United States Census Bureau beslaat de plaats een oppervlakte van
26,4 km², waarvan 13,4 km² land en 13,0 km² water.

## Plaatsen in de nabije omgeving
De onderstaande figuur toont nabijgelegen plaatsen in een straal van 32 km rond Morro Bay.

## Externe link

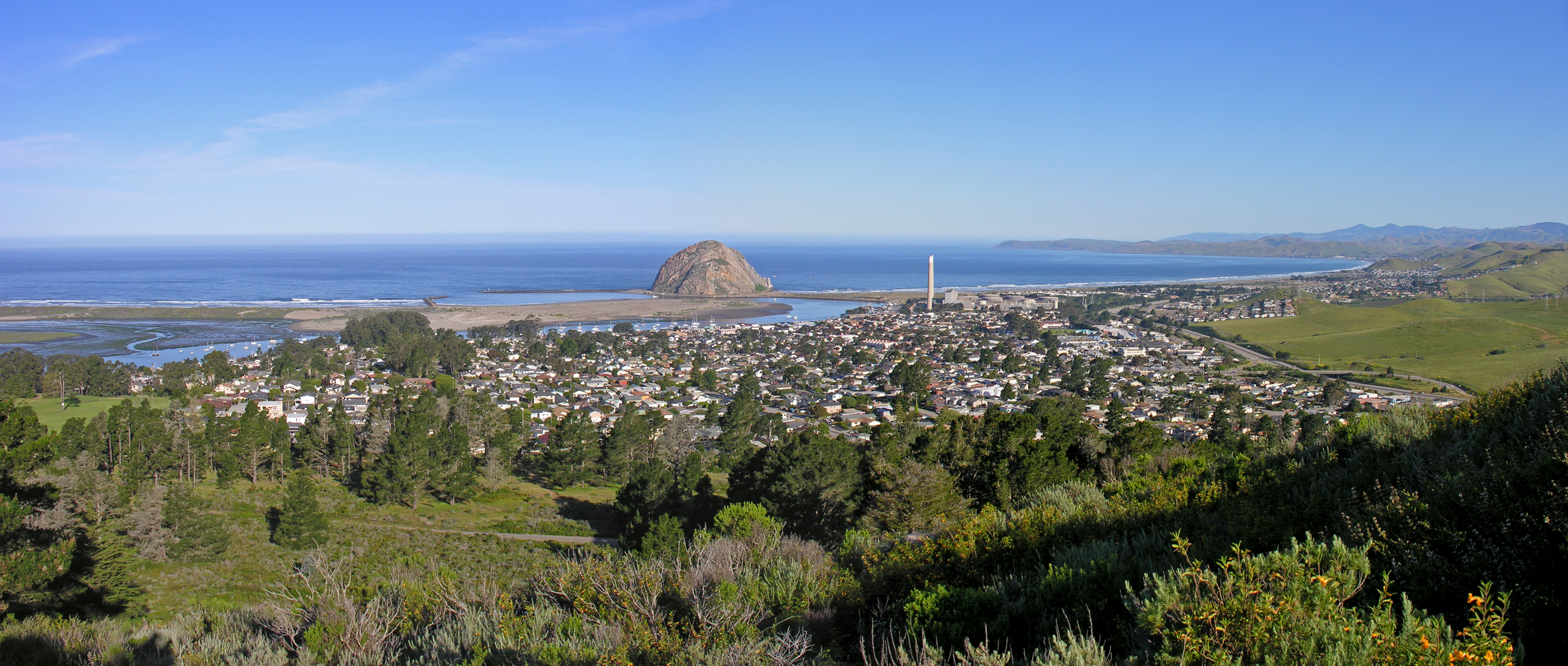
Uitzicht op Morro Bay